# Ligne Seishin-Yamate
La ligne Seishin-Yamate (西神山手線, Seishin-Yamate-sen) est une ligne du métro municipal de Kobe au Japon. Elle relie la station de Shin-Kobe à celle de Seishin-Chūō. Longue de 22,7 km, elle traverse Kobe en passant par les arrondissements de Chūō, Hyōgo, Nagata, Suma et Nishi. Sur les cartes, la ligne est identifiée avec la lettre S et sa couleur est verte.

## Histoire
La construction de la ligne Seishin-Yamate a débuté en 1971 et le premier tronçon été ouvert le 13 mars 1977 entre Shin-Nagata et Myōdani. La ligne a ensuite été prolongée à Ōgurayama le 17 juin 1983, à Shin-Kobe et Gakuentoshi le 18 juin 1985 et enfin à Seishin-chūō le 18 mars 1987. L'interconnexion avec la ligne Hokushin a été mise en place le 2 avril 1988.
La ligne a été fermée du 18 janvier au 21 juillet 1995 à la suite du séisme de 1995 à Kobe.

## Caractéristiques

### Ligne
- Ecartement : 1 435 mm
- Alimentation : 1 500 V par caténaire
- Vitesse maximale : 90 km/h

### Interconnexion
A Shin-Kobe, certains trains continuent sur la ligne Hokushin jusqu'à Tanigami.

### Stations

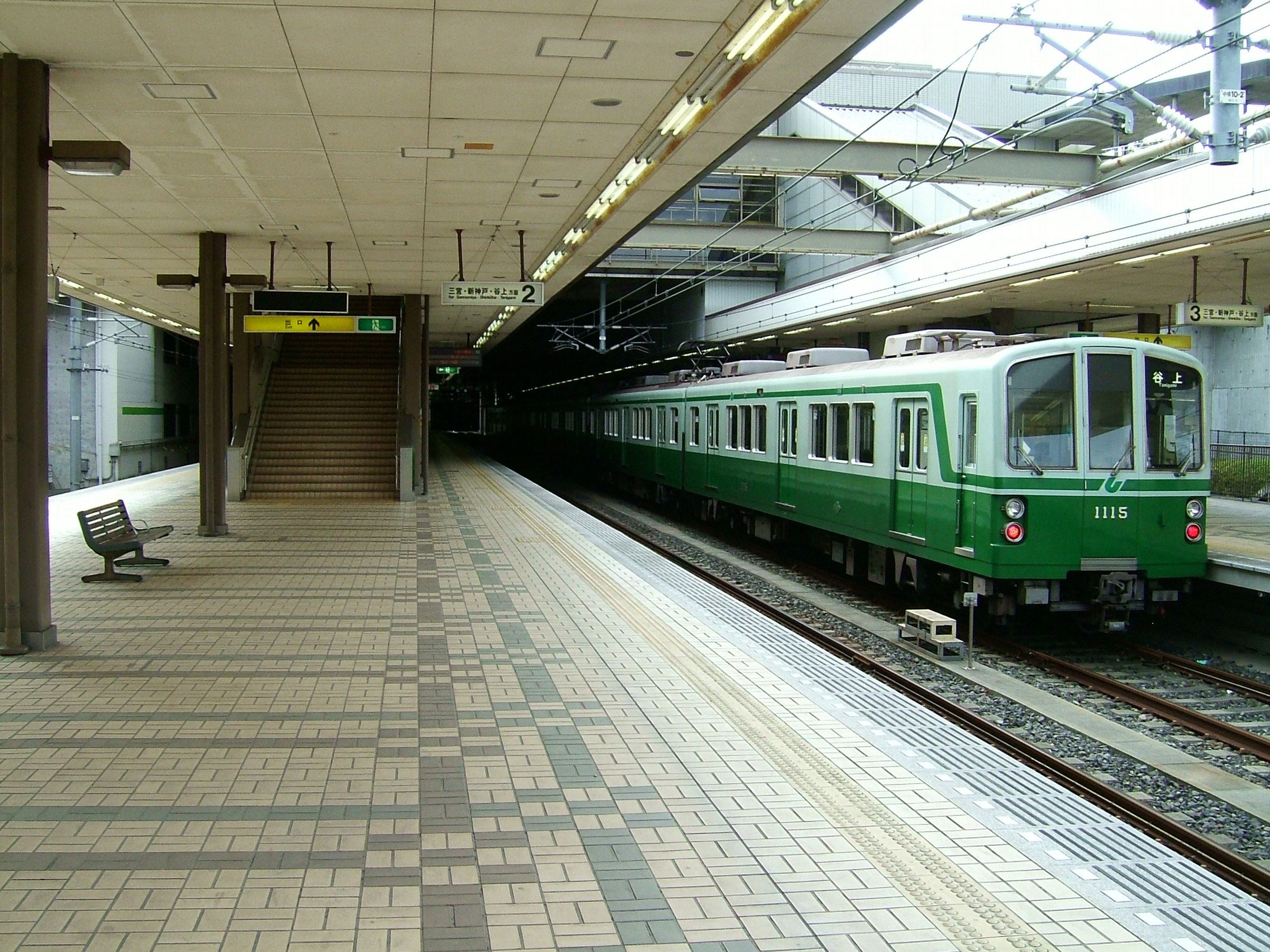
La ligne Seishin-Yamate à Seishin-chūō

La ligne Seishin-Yamate comporte 16 stations, identifiées de S02 à S17.
Officillement, la ligne se compose de 3 segments :
- ligne Yamate de Shin-Kobe à Shin-Nagata,
- ligne Seishin de Shin-Nagata à Myōdani,
- ligne Seishin-enshin de Myōdani à Seishin-chūō.

| Numéro | Station                                  | Nom japonais                  | Distance (km) | Correspondances | Arrondissement |
| ------ | ---------------------------------------- | ----------------------------- | ------------- | --- | -------------- |
| S02    | Shin-Kobe                                | 新神戸                        | 0             | Métro municipal de Kobe : Hokushin (interconnexion) JR West : Shinkansen Sanyō                                                              | Chūō           |
| S03    | Sannomiya                                | 三宮                          | 1,3           | Métro municipal de Kobe : Kaigan (à Sannomiya-Hanadokeimae) JR West : JR Kobe Hanshin : Hanshin Hankyu : Kobe Kobe New Transit : Port Liner | Chūō           |
| S04    | Kenchōmae                                | 県庁前                        | 2,2           | | Chūō           |
| S05    | Ōkurayama (Minatogawa jinja mae)         | 大倉山 （湊川神社前）         | 3,3           | | Chūō           |
| S06    | Minatogawa-koen (Kawasaki byōin mae)     | 湊川公園 （川崎病院前）       | 4,3           | Shintetsu : Arima, Kobe Kosoku (à Minatogawa)                                                                                               | Hyōgo          |
| S07    | Kamisawa                                 | 上沢                          | 5,3           | | Hyōgo          |
| S08    | Nagata (Nagata jinja mae)                | 長田 （長田神社前）           | 6,1           | Hanshin : Kobe Kosoku (à Kōsoku Nagata) | Nagata         |
| S09    | Shin-Nagata （Tetsujin 28 gō mae）       | 新長田 （鉄人28号前）         | 7,6           | Métro municipal de Kobe : Kaigan JR West : JR Kobe                                                                                          | Nagata         |
| S10    | Itayado (Takigawa chūgaku kōtōgakkō mae) | 板宿 （滝川中学・高等学校前） | 8,8           | Sanyo Electric Railway : ligne principale                                                                                                   | Suma           |
| S11    | Myōhōji                                  | 妙法寺                        | 11,7          | | Suma           |
| S12    | Myōdani                                  | 名谷                          | 13,3          | | Suma           |
| S13    | Sōgōundō-kōen                            | 総合運動公園                  | 15,1          | | Suma           |
| S14    | Gakuentoshi                              | 学園都市                      | 16,8          | | Nishi          |
| S15    | Ikawadani                                | 伊川谷                        | 18,4          | | Nishi          |
| S16    | Seishin-minami                           | 西神南                        | 20,1          | | Nishi          |
| S17    | Seishin-chūō                             | 西神中央                      | 22,7          | | Nishi          |

## Matériel roulant

### En service
Les modèles suivants circulent sur la ligne Seishin-Yamate.

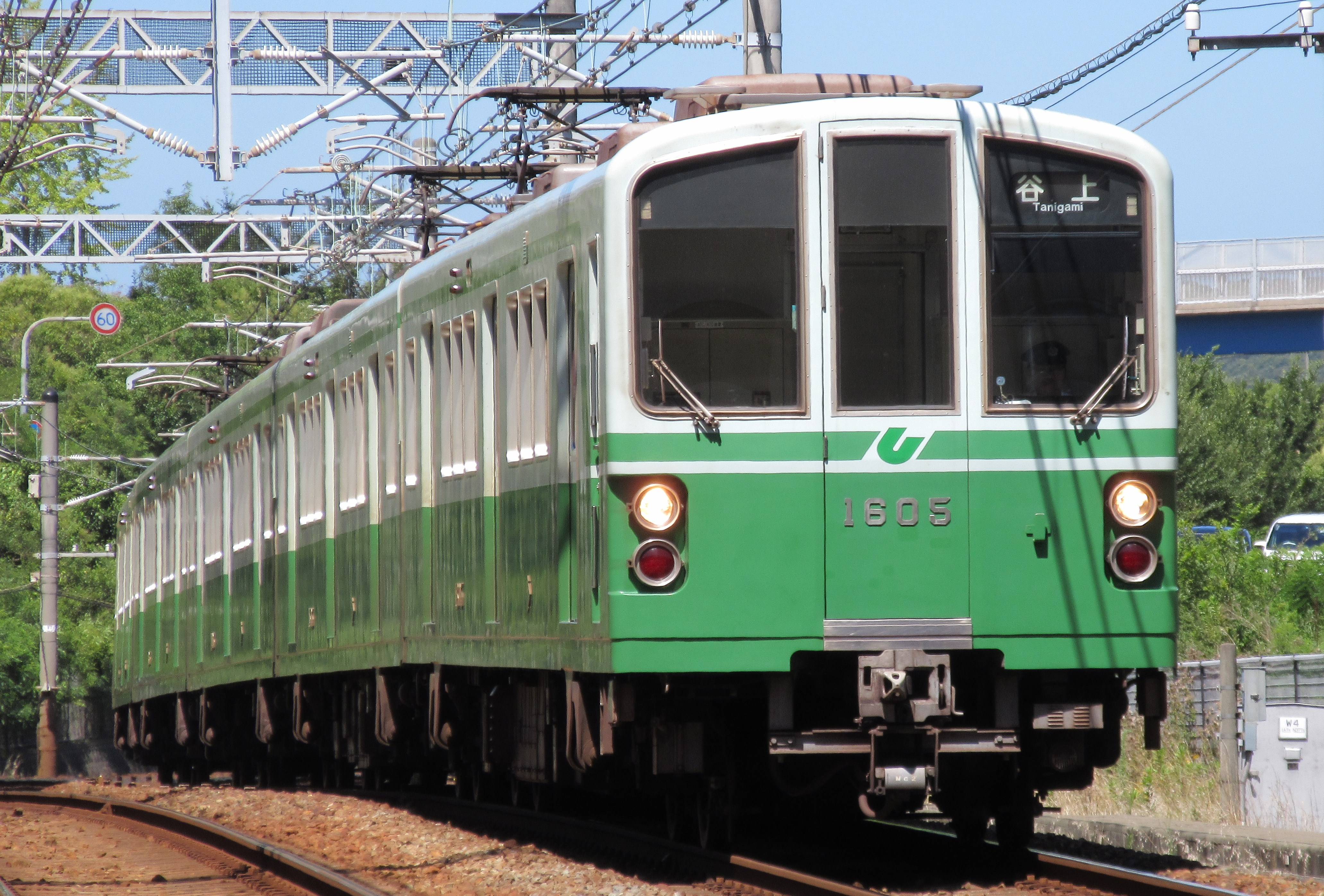
série 1000
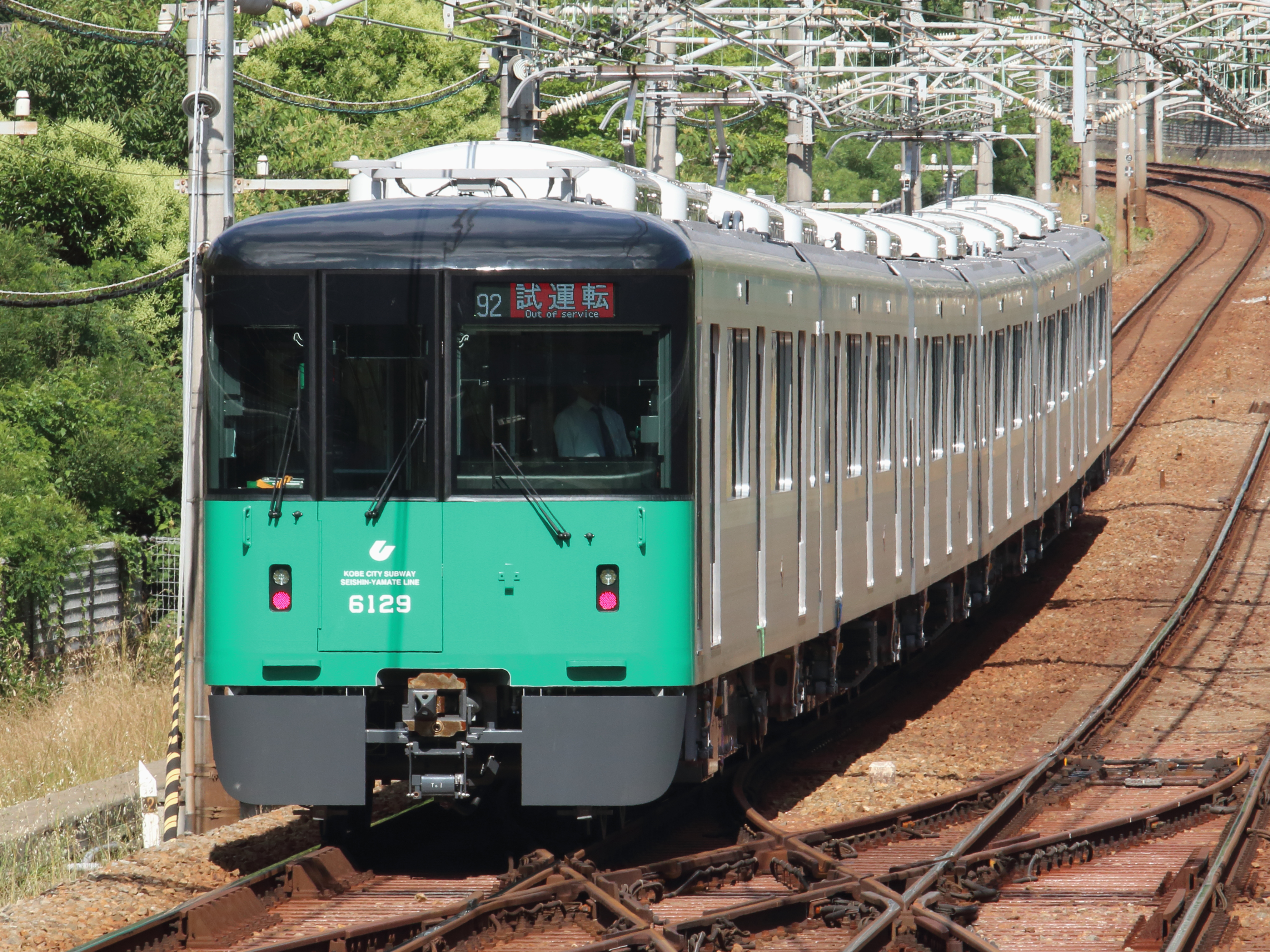
série 6000
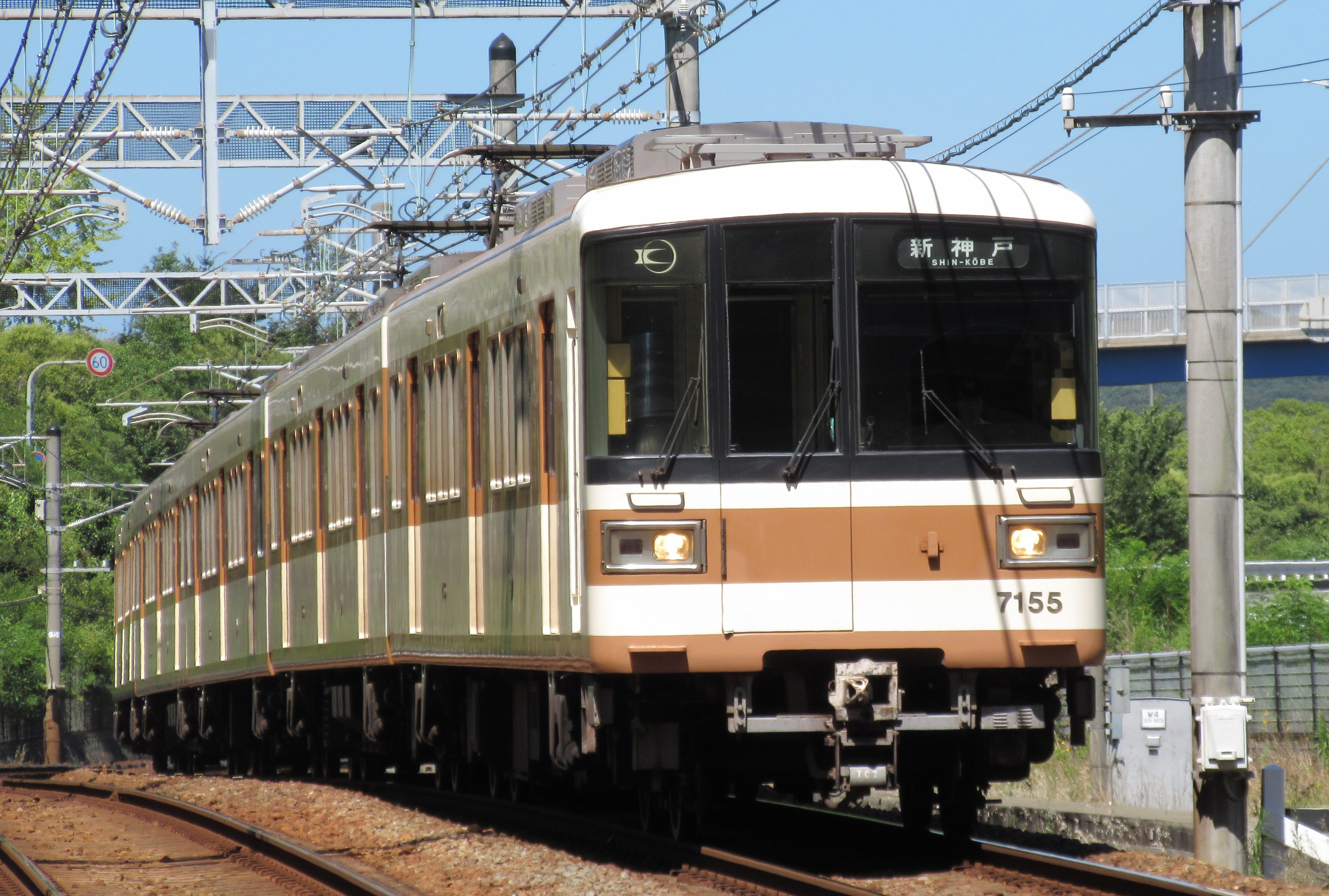
série 7000

### Retiré du service

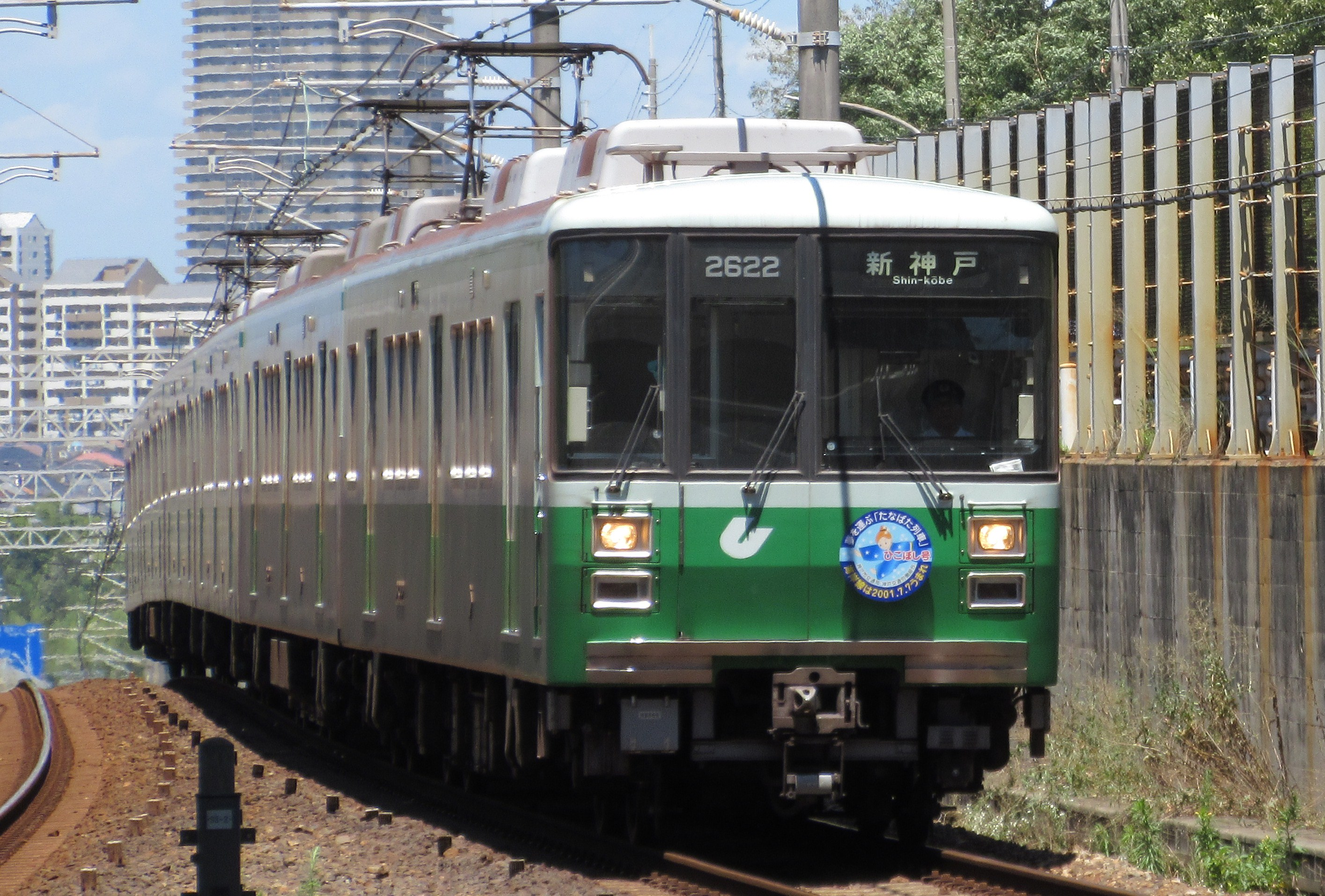
série 2000
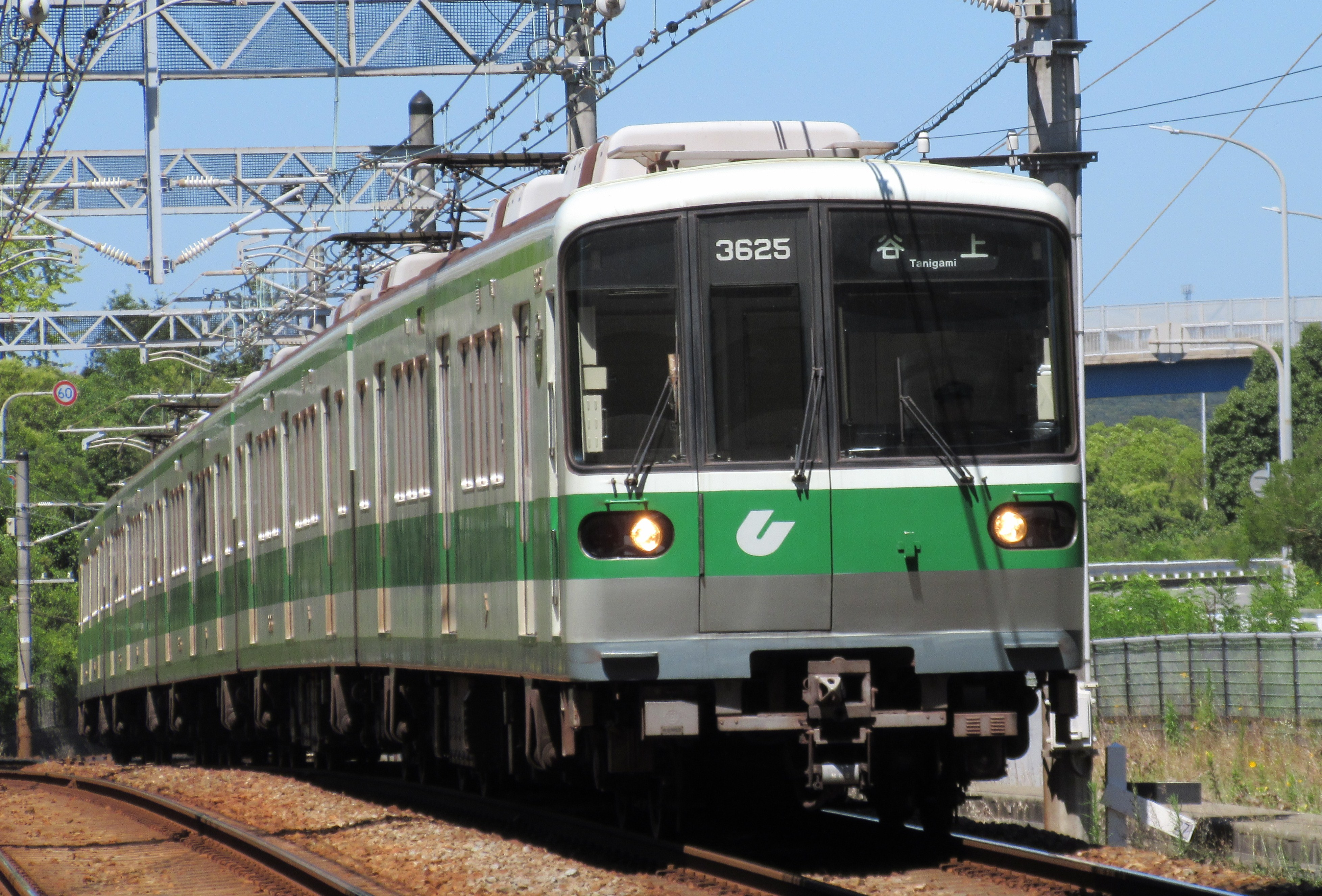
série 3000